# Pete Farndon

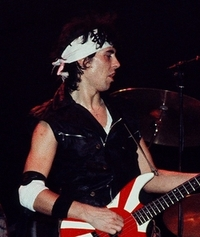
Pete Farndon, 1981

Pete Farndon (* 2. Juni 1952 in Hereford; † 14. April 1983 in London) war ein britischer Rockmusiker, der vor allem als Bassist der Pretenders Berühmtheit erlangte.

## Leben
Farndon wuchs in Hereford auf. Mitte der 1970er Jahre reiste er um die Welt. In Australien war er einige Zeit lang Mitglied der Folkrock-Band The Bushwackers.  
Ende der 1970er kehrte er nach Hereford zurück, wo er Chrissie Hynde kennenlernte. Zusammen mit ihr gründete er 1979 die Pretenders. Auf seine Empfehlung hin wurde James Honeyman-Scott Gitarrist, der wiederum den Schlagzeuger Martin Chambers mitbrachte. 
Farndon hatte, ebenso wie Honeyman-Scott, schwere Drogenprobleme, die dazu führten, dass er die Band am 14. Juni 1982 verlassen musste. Seinen Plan, mit Topper Headon von The Clash eine neue Band zu gründen, setzte er nicht um. Am 14. April 1983 wurde Farndon tot in seinem Apartment aufgefunden. Er war nach dem Konsum von Heroin in seiner Badewanne ertrunken.